# Hyperlopha aridela
Hyperlopha aridela là một loài bướm đêm trong họ Noctuidae.